# Escala HO
A escala H0 é a escala mais popular do ferromodelismo nos dias de hoje. A denominação escala HO deriva do fato que a relação 1:87 é aproximadamente a metade da Escala 0 (1:43,5), que era a menor das antigas escalas 0, 1, 2 e 3 introduzidas pela Märklin por volta de 1900.

## Características
De acordo com o padrão S-1.2 da National Model Railroad Association (NMRA) usado de maneira predominante nas américas, na escala HO, 3,5 mm representa o equivalente a um pé (304,8 mm); o que equivale a uma relação de 1:87,0857142, normalmente arredondada para 1:87,1.
Já de acordo com o padrão NEM 010 da MOROP predominantemente usado na Europa, a escala é exatamente 1:87. Na escala HO os trilhos tem a bitola de 16,5 mm, representando a bitola real de 1.435 mm.

## Histórico

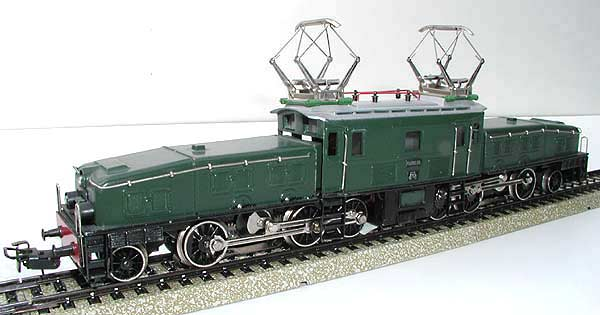
Um modelo da locomotiva "Crocodilo" de 1959 da Märklin na escala HO.

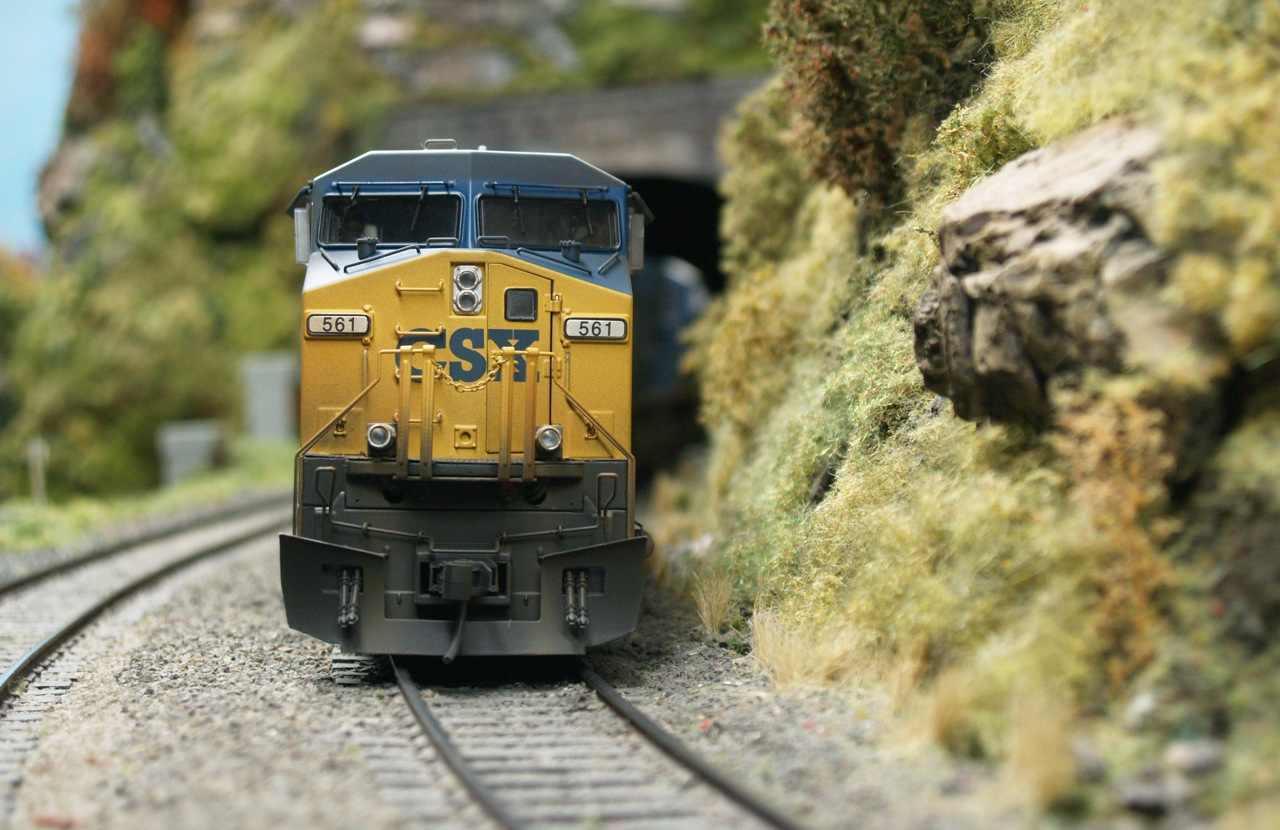
Um modelo de locomotiva da CSX na escala HO.

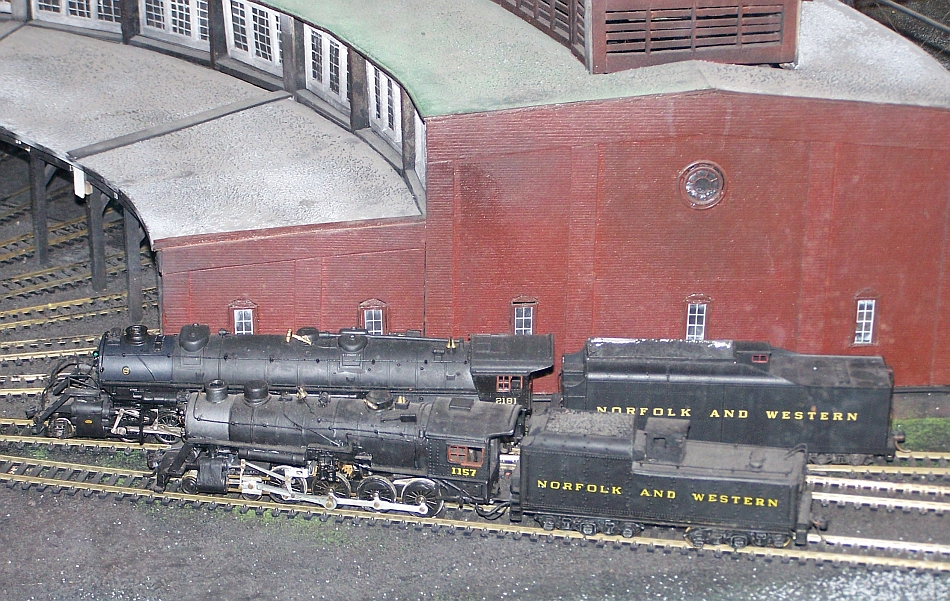
Modelos de locomotivas da N&W em escala HO.

Depois da Primeira Guerra Mundial houve uma série de tentativas de introduzir um modelo ferroviário numa escala que fosse mais adequada às menores dimensões das casas e de fabricação menos custosa, o que representava metade, em inglês:  Half, da dimensão da escala mais popular da época que era a escala O. A escala HO (Half O), foi criada para atingir esses objetivos. Para essa nova escala, uma bitola de trilho de 16,5 mm foi escolhida para representar a bitola padrão de 1.435 mm dos protótipos (ferrovias reais), e a relação de 1:87 foi escolhida para os modelos. Desde 1922, a empresa Bing de Nuremberg comercializava uma "ferrovia de mesa" que permaneceu no mercado por vários anos. Esse modelo, designado na época como "OO" ou "HO", vinha com uma pista elevada, simulando o lastro (camada de pedras britadas). No início, os trens eram movidos à corda de relógio, mas a partir de 1924, passaram a ser movidos por energia elétrica. Fabricantes de acessórios, como a Kibri comercializavam estruturas e construções na mesma escala, o que continua ocorrendo até os dias de hoje.
Na feira de negócios de Leipzig da primavera de 1935, um modelo de mesa elétrico chamado "Trix Express", foi exibido, ostentando uma bitola descrita como Half Nought Gauge, que foi abreviada para bitola OO ("nought-nought"). A Märklin, uma outra empresa alemã, seguiu na mesma linha, apresentando seus modelos na bitola OO na feira de negócios de Leipzig de outono de 1935. A bitola OO da Märklin que surgiu mais de dez anos depois da "ferrovia de mesa" da Bing era muito similar ao daquela. Na versão da Märklin, no entanto, os trilhos eram fixados num lastro de estanho como numa ferrovia real, enquanto o da Bing, os trilhos eram estampados no lastro, fazendo com que os trilhos e o lastro fossem feitos de uma única chapa de metal.
Trens na escala HO foram lançados em vário lugares em resposta à pressão econômica da "Grande Depressão". Esses modelos surgiram primeiro no Reino Unido, inicialmente como uma alternativa para a bitola OO, mas não conseguiu competir comercialmente com aquela que já estava estabelecida. No entanto, a escala HO se tornou muito popular nos Estados Unidos, onde ela estreou no final da década de 1950, depois que o interesse nos trens de brinquedo declinou e o mercado passou a dar mais ênfase no realismo para atender a demanda dos hobbystas. Enquanto a escala HO, por sua natureza, é mais delicada que a escala O, o seu tamanho menor permitia aos praticantes de ferromodelismo colocar praticamente o dobro de detalhes, estruturas e construções em seus modelos na mesma área usada na escala O.
Na década de 1950, a escala HO começou a participar com mais força do mercado, e na década de 1960, ela começou a ultrapassar, não só a popularidade da escala O, como a de outras, fazendo com que fabricantes tradicionais de outras escalas, como a A. C. Gilbert e a Lionel, começaram a fabricar modelos na escala HO. Atualmente, a escala HO é a mais popular do ferromodelismo, tanto na Europa continental quanto na América, enquanto a escala OO ainda domina o mercado do Reino Unido. Existem alguns hobbystas na Grã Bretanha que usam a escala HO. Para eles, foi criada a British 1:87 Scale Society em 1994; e a revista Continental Modeller ambas voltadas para informações relacionadas ao uso da escala HO. Hoje em dia, existem, não somente locomotivas, vagões e pistas, mas também uma ampla gama de acessórios, estruturas, construções e figuras para montagem de dioramas complexos na escala HO fornecidos por muitos fabricantes e com várias faixas de preço.

## Controles

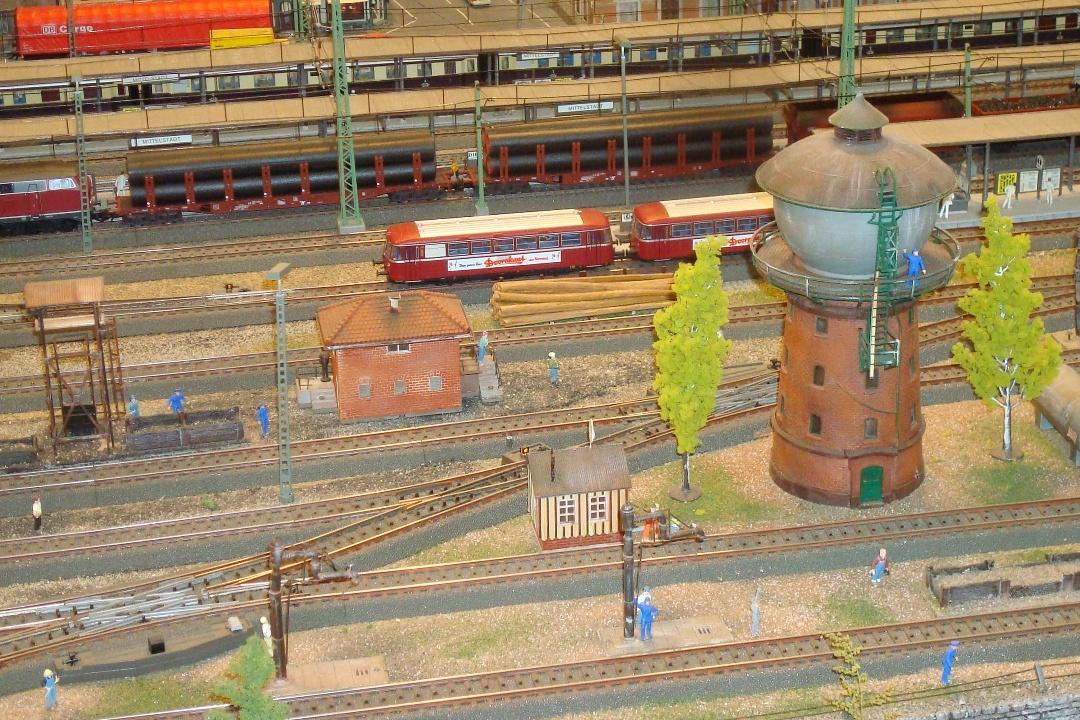
Um diorama completo da Märklin em escala HO.

Os trens atuais em escala HO, rodam em pistas de dois trilhos, alimentados por corrente contínua (CC), variando a tensão aplicada aos trilhos para alterar a velocidade, e a polaridade para mudar a direção, ou usando um Controle de Comando Digital (DCC), enviando sinais digitais para um decodificador em cada locomotiva. Alguns modelos, especialmente os da Märklin, usam corrente alternada (CA) fornecida por um "terceiro trilho" que consiste em pequenas saliências no centro da pista.
Em pistas simples e temporárias, a energia é fornecida por uma "unidade de força" consistindo de um transformador e um retificador, associado a um reostato ou potenciômetro para controlar a tensão aplicada aos trilhos (e a velocidade do trem), e um interruptor para controlar a direção invertendo a polaridade dos trilhos.
Em pistas permanentes, várias "unidades de força" são utilizadas, dividindo a pista em partes chamadas "blocos, cada uma alimentada por uma unidade, selecionada por uma chave ou relé. Com o surgimento do Controle de Comando Digital (DCC), a necessidade de divisão em blocos foi praticamente eliminada, pois os controles computadorizados podem controlar qualquer trem em qualquer parte da pista a qualquer hora, com poucas limitações.

## Bitola
Os termos "bitola" e "escala" são usados indistintamente no ferromodelismo; no entanto, essa prática não está correta. O termo "escala" refere-se ao tamanho do objeto em questão, enquanto o termo "bitola" refere-se apenas a largura entre faces interiores dos trilhos. Como explicado abaixo, a escala HO faz uso de várias bitolas, todas na escala 1:87.
A escala HO tem várias bitolas, permitindo representar tanto a chamada "bitola padrão" quanto a "bitola estreita" na escala 1:87. As normas, são definidas pela NMRA na América e pela NEM na Europa continental. Apesar das normas serem semelhantes permitindo algum nível de compatibilidade, hoje em dia, elas ainda não são idênticas.
| Bitola  | Nomes                    | Prottótipo (*)            | Notas |
| ------- | ------------------------ | ------------------------- | --- |
| 16,5 mm | HO (NMRA) e H0 (NEM)     | bitola padrão (1.435 mm)  | pistas de 16,5 mm são usadas para as escalas OO e Sn3½ (para representar as bitolas estreitas). |
| 12 mm   | HOn3½ (NMRA) e H0m (NEM) | bitola métrica (1.067 mm) | A "bitola métrica" é usada no Oeste e no Leste da África, em alguns outros países, como: África do Sul, Austrália, Nova Zelândia e Japão (no Shinkansen), além de muitas linhas de bondes. As escalas H0m e HOn3½ usam pistas da escala TT comercialmente disponíveis. |
| 10,5 mm | HOn3 (NMRA)              | bitola estreita (914 mm)  | A bitola de 914 mm era de uso comum nas minas e em algumas linhas curtas dos Estados Unidos, particularmente nos estados do Oeste. |
| 9 mm    | HOn30 (NMRA) e H0e (NEM) | bitola estreita (762 mm)  | Tipicamente usada para reproduzir linhas de bitola entre 610 e 762 mm. Usa pistas da escala N comercialmente disponíveis. |
| 6,5 mm  | HOz (NMRA) e H0i (NEM)   | bitola estreita (381 mm)  | Usa pistas da escala Z comercialmente disponíveis. |

O termo protótipo em ferromodelismo, denota o objeto real a ser reproduzido em escala.

## Vantagens comparada com outras escalas

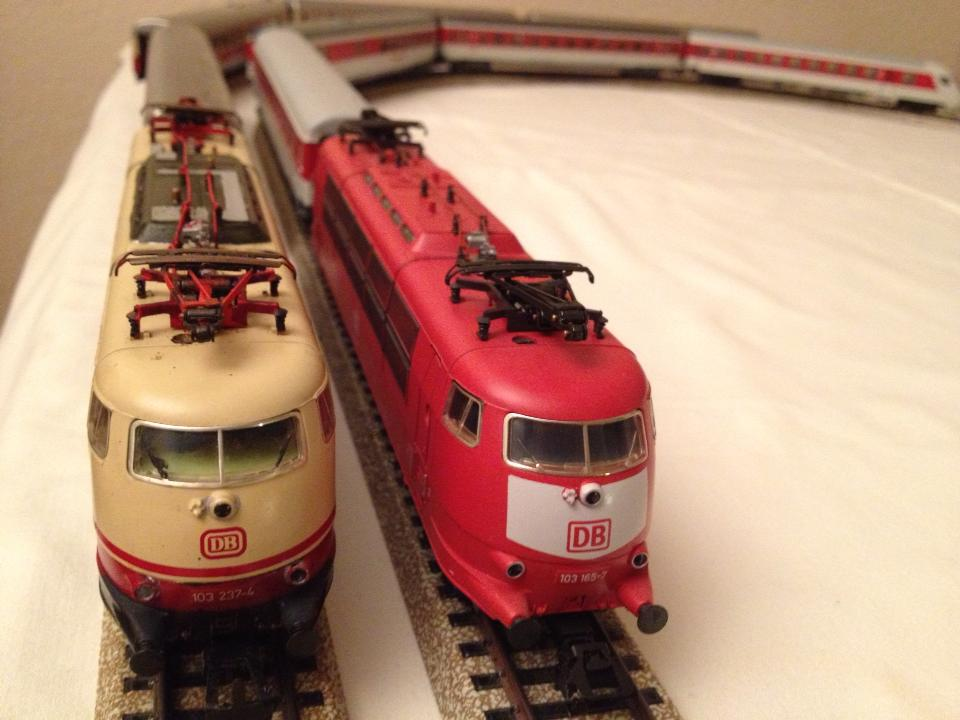
Dois modelos da locomotiva BR103 na escala HO.

A popularidade da escala HO reside no fato dela ser uma escala "intermediária". Ela é grande o suficiente para permitir um bom nível de detalhes nas reproduções (melhor que as escalas menores como a N e a Z), e pode ser manipulada facilmente por crianças com menos risco de as partes serem engolidas.
Os modelos em escala HO são mais baratos que os menores devido ao maior custo de fabricação do ferramental para produzir detalhes nas escalas N e Z por exemplo, e também mais baratos que as escalas S, O e G, devido à menor quantidade de matéria prima necessária para a fabricação dos modelos.
O maior público e a economia de escala resultante, também ajudam a diminuir os preços dos modelos em escala HO. O tamanho por si só, permite elaborar pistas relativamente complexas em espaços razoáveis, não tanto quanto a "N", mas consideravelmente mais que a "S" ou "O".
Em resumo: a escala HO permite o equilíbrio entre os detalhes das escalas maiores e a menor demanda de espaço das menores.